# Lista de regiões portuguesas ordenadas por exportações
Esta é uma lista demostrando as exportações de bens de cada uma das sete regiões portuguesas, ordenadas pela região e ano, mostrando os valores de cada ano desde 2011. Os dados baseiam-se nas estatísticas oficiais do Instituto Nacional de Estatística.
| Posição | Posição          | Região                       | Exportações (2022) | Participação (exportações totais) | Variação (desde 2021) |
| Em 2022 | Comparada a 2021 | Região                       | Exportações (2022) | Participação (exportações totais) | Variação (desde 2021) |
| ------- | ---------------- | ---------------------------- | ------------------ | --------------------------------- | --------------------- |
| 1       | (0)              | Região do Norte              | 27 055 799 067 €   | 34,6 %                            | 16,10 %               |
| 2       | (0)              | Área Metropolitana de Lisboa | 23 775 789 045 €   | 30,4 %                            | 26,85 %               |
| 3       | (0)              | Região do Centro             | 15 111 277 235 €   | 19,3 %                            | 19,63 %               |
| 4       | (0)              | Região do Alentejo           | 5 729 785 220 €    | 7,3 %                             | 20,67 %               |
| 5       | (0)              | Região da Madeira            | 357 446 258 €      | 0,5 %                             | 33,77 %               |
| 6       | (0)              | Região do Algarve            | 344 811 193 €      | 0,4 %                             | 35,97 %               |
| 7       | (0)              | Região dos Açores            | 164 438 745 €      | 0,2 %                             | 26,33 %               |
|         |                  | Portugal                     | 78 265 851 525 €   | 100 %                             | 23,02 %               |

1. ↑  «Portal do INE». www.ine.pt. Consultado em 21 de abril de 2023